# Karl Schulze
Karl Schulze (Dresda, 5 maggio 1988) è un canottiere tedesco, vincitore della medaglia d'oro nel 4 di coppia a Londra 2012.

## Palmarès
- Giochi olimpici

Londra 2012: oro nel 4 di coppia.
Rio de Janeiro 2016: oro nel 4 di coppia.
- Campionati del mondo di canottaggio

Bled 2011: argento nel 4 di coppia.
Chungju 2013: argento nel 4 di coppia.
Amsterdam 2014: bronzo nel 4 di coppia.
Aiguebelette-le-Lac 2015: oro nel 4 di coppia.